# Židovi Višegrada
Židovi su nekadašnja etnička i vjerska skupina koja je djelovala u Višegradu, u Bosni i Hercegovini. Sjedište Židovske općine se nalazilo u Višegradu. 

## Povijest
Židovi su u Višegrad najprije došli iz Sarajeva, a onda iz drugih mjesta, tako da ih već u prvim godinama 19. stoljeća u tom gradu susrećemo. Prema "Bosanskom glasniku", u Višegradu je 1908. godine živjelo 177 Židova, da bi taj broj 1940. godine pao na oko 110. Mnogi, kada su završili školovanje, nisu se više vratili u Višegrad, dok su neki tražili posao u Beogradu i Zagrebu.
Tijekom Prvog svjetskog rata Višegrad je kao pogranično mjesto između Austro-Ugarske i Srbije bio poprište velikih i strašnih ratnih operacija. Stanovništvo je moralo napuštati i bježati iz Višegrada u unutrašnjost Bosne. Višegradski Židovi su 1905. godine sagradili novi hram, jer je stari hram bio već dotrajao. Prilikom osvećenja hrama došli su predstavnici svih židovskih općina u Višegrad. Tijekom Drugog svjetskog rata, s ulaskom Nijemaca u grad, hram je bio opljačkan i devastiran. U početku su okupatori u njemu držali svoj magacin hrane, a kasnije je pretvoren u štalu za konje. U Višegradu je postojalo židovsko groblje, koje datira od 1889. godine.
Ustaše nisu stigle odvesti višegradske Židove u logore, jer su postrojbe narodnooslobodilačke vojske onesposobile željezničku prugu. Kada su Talijani zauzeli Višegrad, ustaše se povlače. Židovi su ostali na miru do prosinca 1942. godine, kada se ustaše ponovo vraćaju u Višegrad. Mnogi Židovi su već bili u redovima partizana, dok su neki pobjegli u razna mjesta Sandžaka i Crne Gore. Živjeli su povučeno i niko ih nije uznemiravao. One koji su ostali u Višegradu uhitio je Gestapo 1944. godine i odveo u koncentracioni logor Bergen-Belsen. U njemačkom logoru nastradalo je 46 višegradskih Židova. Rat je preživjelo 56 višegradskih Židova. To su oni koji su se vratili živi iz njemačkih zarobljeničkih logora i borci narodnooslobodilačke borbe. Preživjeli višegradski Židovi danas žive u Sarajevu, Beogradu i Zagrebu.
Židovi su dali Višegradu nekoliko izrazitih intelektualaca i gospodarstvenika. Obitelji: Baruh, Kamhi, Papo, Levi, Romano prednjačili su u tome pogledu.

## Vanjske poveznice
- Iz istorije Jevreja u Višegradu